# Cave Spring (Georgia)
Cave Spring è una città degli Stati Uniti d'America, situata in Georgia, nella Contea di Floyd.